# Héctor Scarone

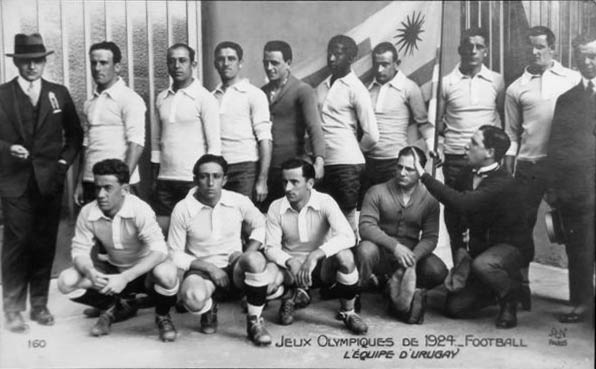
Reprezentacja Urugwaju z IO 1924. Scarone w górnym rzędzie, pierwszy od lewej.

Héctor Pedro Scarone Beretta (ur. 26 listopada 1898 w Montevideo, zm. 4 kwietnia 1967 tamże) – urugwajski piłkarz, który występował na pozycji napastnika, później trener.

## Kariera klubowa
Héctor Scarone dwadzieścia lat swojej kariery spędził w Nacionalu Montevideo – jest rekordzistą pod względem liczby sezonów rozegranych dla klubu – w trakcie których zdobył osiem tytułów mistrza kraju. Po dziś dzień pozostaje drugim najlepszych strzelców w historii klubu za Atilio García.
W 1926 roku na krótko wyjechał do FC Barcelony, gdzie otrzymał status profesjonalnego piłkarza, który zabraniał mu gry na Igrzyskach Olimpijskich w Amsterdamie, stąd decyzja o powrocie do Urugwaju. W latach trzydziestych trzy sezony spędził we Włoszech grając dla Inter Mediolan (wtedy Ambrosiana) i US Palermo.
Jako piłkarz był mózgiem zespołu, operującym na całej długości boiska, często inicjował i kończył ataki. Spośród innych piłkarzy wyróżniała go jego obunożność oraz świetna kontrola piłki. W trakcie kariery nosił przydomek ''Borelli'' – nadany od nazwiska włoskiej aktorki Lydii Borelli – która tak jak Scarone słynęła ze zmienności nastroju i rozkapryszenia.

## Kariera reprezentacyjna
Scarone był kluczowym zawodnikiem urugwajskiej Drużyny Mistrzów z lat dwudziestych XX wieku.
Był uczestnikiem sześciu turniejów o Copa America (czterokrotny zwycięzca), dwóch Igrzysk Olimpijskich (dwukrotny zwycięzca) oraz pierwszych Mistrzostw Świata w 1930 roku na których zdobył złoto. Został wybrany najlepszym piłkarzem Copa America 1917, w czasie którego zdobył gola w decydującym spotkaniu z Argentyną (1:0). Podczas wygranego turnieju w 1926 roku wsławił się zdobyciem pięciu goli w spotkaniu z Boliwią (6:0). Rok później Urugwaj zdobył srebrny medal, a Scarone z trzema bramkami został królem strzelców imprezy.
Na Igrzyskach Olimpijskich w 1924 roku zdobył pięć bramek (gol z Jugosławia, dwa z USA i dwa w ćwierćfinale z Francją), a Urugwajczycy zdobyli złoty medal. Cztery lata później Urusi obronili tytuł, a Scarone zdobył trzy gole, z czego jeden został strzelony w powtórce finału z Argentyną (2:1).
Na premierowych Mistrzostwach Świata w 1930 roku, Urugwaj zdobył na rodzimych boiskach tytuł mistrzowski, a Scarone zdobył na turnieju jednego gola w spotkania grupowym przeciwko Rumunii.
Łącznie dla reprezentacji Urugwaju rozegrał 52 spotkania i zdobył 31 goli. Do 2011 roku ze strzelonymi 31 bramkami był najlepszym strzelcem w historii reprezentacji Urugwaju. Obecnie zajmuje czwarte miejsce za Diego Forlanem, Edinsonem Cavanim i Luisem Suarezem.
Jego starszy brat Carlos także był piłkarzem i reprezentantem Urugwaju.

## Kariera trenerska
Po zakończeniu kariery piłkarskiej został trenerem – bez większych sukcesów – prowadził m.in. macierzysty Club Nacional de Football, kolumbijskie Millonarios czy hiszpański Real Madryt.

## Sukcesy
Klubowe
Club Nacional de Football
- Primera División: 1916, 1917, 1919, 1920, 1922, 1923, 1924, 1934

FC Barcelona
- Puchar Króla: 1926
- Campionat de Catalunya: 1926

Reprezentacyjne
Urugwaj
- Copa América: 1917, 1923, 1924, 1926
- Srebrny medal Copa América: 1919, 1927
- Brązowy medal Copa América: 1929
- Złoty medal Igrzysk Olimpijskich: 1924, 1928
- Mistrzostwo Świata: 1930

Indywidualne
- Najlepszy piłkarz Copa America: 1917
- Król strzelców Copa America: 1927